# Szövegkiemelő

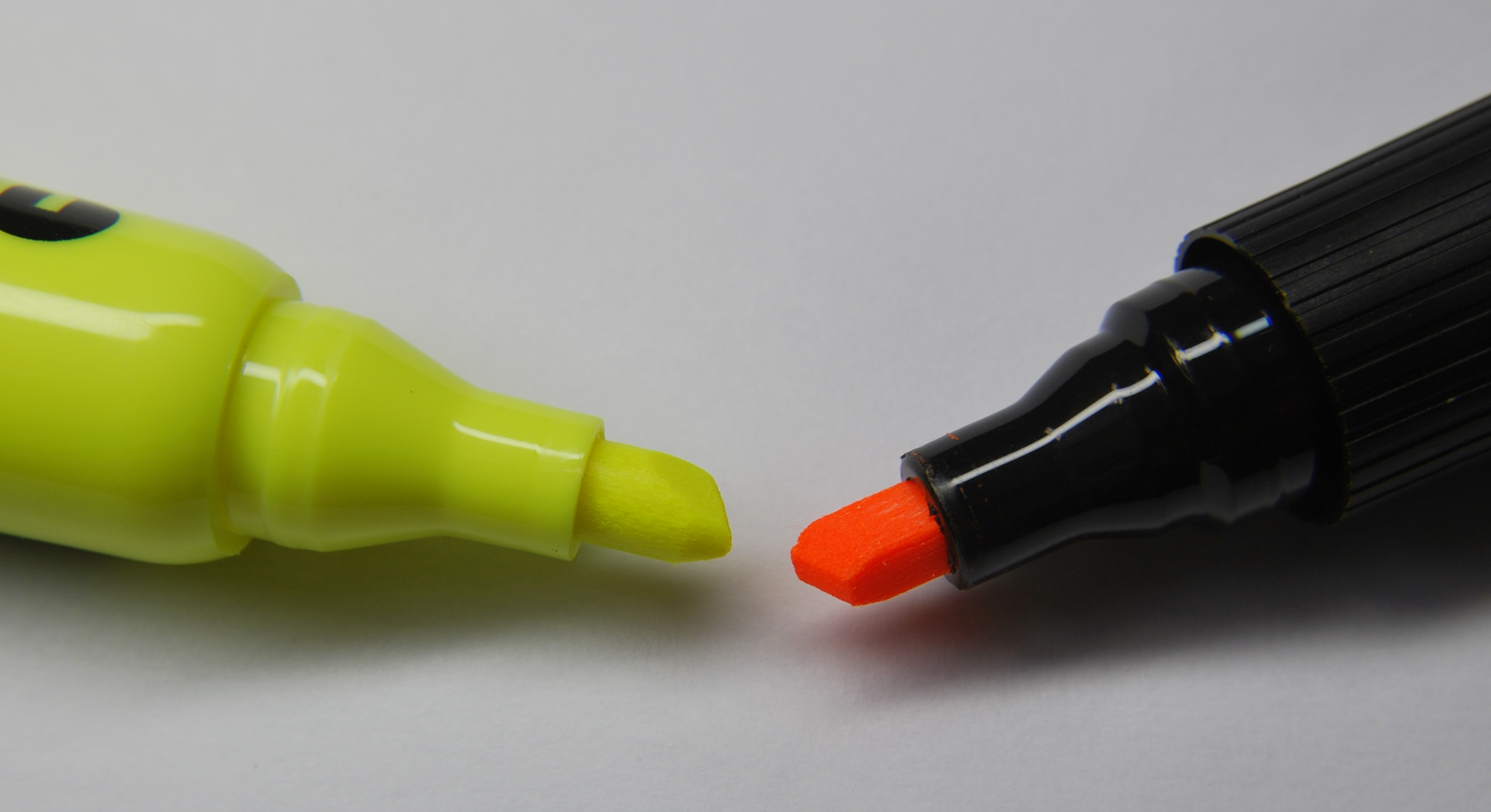
Szövegkiemelők

A szövegkiemelő a filctollak olyan típusa, mellyel kijelölhető az adott szöveg egy része, anélkül, hogy az alatta lévő írás olvashatatlanná válna. A tinta áttetsző és fluoreszkáló, többféle színben (sárga, kék, zöld, rózsaszín, narancssárga, lila) kapható. Az első szövegkiemelő tollakat Hi-Liter néven a The Avery Dennison Company kezdte gyártani az 1990-es évek elején.
Hasonló hatású szövegkiemelés pl. a Microsoft Word szövegszerkesztőben is működik, a szöveg hátterét élénk színűre színezve. Egyes böngészők is képesek a szövegkiemelő filctollak mintájára a kiemelni kívánt szavakat, szövegrészeket színekkel kijelölni; általában bővítmények segítségével.